# Wiktor Borodaczow
Wiktor Iwanowicz Borodaczow (ros. Виктор Иванович Бородачёв, ur. 23 sierpnia 1918 w chutorze Szirokij w guberni saratowskiej, zm. 11 lipca 1968 w Moskwie) – radziecki lotnik wojskowy, generał major lotnictwa, Bohater Związku Radzieckiego (1944).

## Życiorys
W 1936 ukończył moskiewskie technikum pedagogiczne, od 1936 służył w Armii Czerwonej, w 1938 ukończył Kaczyńską Wojskową Wyższą Szkołę Lotniczą Pilotów, służył jako pilot myśliwskiego pułku lotniczego w Leningradzkim Okręgu Wojskowym. 
We wrześniu 1939 brał udział w agresji ZSRR na Polskę jako lotnik 38 pułku lotnictwa myśliwskiego, później uczestniczył w wojnie z Finlandią – od grudnia 1939 do stycznia 1940 jako nawigator eskadry 38 pułku lotnictwa myśliwskiego, a od stycznia do marca 1940 nawigator eskadry 152 pułku lotnictwa myśliwskiego; wykonał wiele lotów bojowych. 
Brał udział w wojnie z Niemcami, od lutego do grudnia 1942 jako zastępca dowódcy i dowódca eskadry 743 pułku lotnictwa myśliwskiego, a od grudnia 1942 do maja 1945 zastępca dowódcy i dowódca eskadry 131 pułku lotnictwa myśliwskiego, walczył na Froncie Krymskim (od lutego do maja 1942), Froncie Zakaukaskim w składzie Północnej Grupy Wojsk tego frontu (we wrześniu-październiku 1942), Północno-Kaukaskim (w styczniu-lutym 1943), Woroneskim (od maja do października 1943) i 1 Ukraińskim (od października 1943 do maja 1945). Uczestniczył w obronie Krymu i Kaukazu, operacji krasnodarskiej i północnokaukaskiej, bitwie pod Kurskiem, operacji biełgorodzko-charkowskiej, sumsko-pryłuckiej, kijowskiej, żytomiersko-berdyczowskiej, korsuń-szewczenkowskiej, rówieńsko-łuckiej, proskurowsko-czerniowieckiej, lwowsko-sandomierskiej, sandomiersko-śląskiej, górnośląskiej, dolnośląskiej, berlińskiej i praskiej. 9 maja 1942 został ranny. Wykonał 552 loty bojowe, w 116 walkach powietrznych strącił osobiście 26 i w grupie 5 samolotów wroga. 
Po wojnie służył w Centralnej Grupie Wojsk w Austrii, w 1950 ukończył Akademię Sił Powietrznych w Monino, służył jako zastępca dowódcy i dowódca pułku lotniczego w Stryju, w latach 1951–1956 był starszym lotnikiem-instruktorem Zarządu Przygotowania Bojowego Lotnictwa Myśliwskiego Głównego Zarządu Przygotowania Bojowego Sił Powietrznych, a od lutego 1956 do marca 1957 dowodził 263 dywizją lotnictwa myśliwskiego w Tukumsie. Od kwietnia 1957 do września 1958 był zastępcą dowódcy 71 pułku lotnictwa myśliwskiego w Grupie Wojsk Radzieckich w Niemczech, w 1960 ukończył Wojskową Akademię Sztabu Generalnego i został szefem sztabu pułku lotniczego w Grupie Wojsk Radzieckich w Niemczech, od października 1962 do marca 1963 był szefem sztabu 37 Armii Powietrznej w Północnej Grupie Wojsk stacjonującej w Polsce, później wykładał w Akademii Wojskowej im. Frunzego i w Wojskowej Akademii Politycznej. W 1967 został kandydatem nauk wojskowych. Zginął tragicznie.

## Awanse
- porucznik (23 sierpnia 1938)
- starszy porucznik (16 kwietnia 1943)
- kapitan (19 lipca 1943)
- major (10 czerwca 1944)
- podpułkownik (13 maja 1948)
- pułkownik (25 września 1953)
- generał major lotnictwa (9 maja 1961)

## Odznaczenia
- Złota Gwiazda Bohatera Związku Radzieckiego (1 lipca 1944)
- Order Lenina (1 lipca 1944)
- Order Czerwonego Sztandaru (czterokrotnie – 27 października 1942, 9 lipca 1943, 18 sierpnia 1944 i 23 stycznia 1957)
- Order Aleksandra Newskiego (7 listopada 1943)
- Order Wojny Ojczyźnianej I klasy (11 czerwca 1944)
- Order Czerwonej Gwiazdy (dwukrotnie – 19 listopada 1951 i 22 lutego 1955)
- Medal „Za Odwagę” (21 maja 1940)
- Medal „Za zasługi bojowe” (5 listopada 1946)

I inne odznaczenia ZSRR oraz medal chiński.